# 大使館的工作守則
《大使館的工作守則》，是西山優里子所創作的日本漫畫作品，2011年至2013年在講談社的《Evening》雜誌連載。正體中文版由東立出版社出版。

## 概要
本書描述主角青山空土迫不得已下在一个发展中国家担任日本驻外使团工作人员的故事。根据书中序言，这是基于作者隨著擔任外交官的父親1975年在老挝生活时经历改编的。
主人公青山空土是大學畢業生，原本已找到工作，但與朋友到東南亞旅遊時在泰國遇上麻煩而耽誤到行程，錯過了公司說明會以致工作機會喪失，變成打工族。某日在各國駐日大使館辦的巴札，被叫去幫忙的青山在會場認識了即將被派任駐寮歐的大使橫溝，橫溝建議他去報考駐外館處派遣員，而青山也考上了，於是開始了駐外的生涯。

## 登場人物
- 青山空土

駐寮歐大使館派遣員。上南大學畢業。丟了工作機會後，原本只想當區公所的公務員，在橫溝大使的建議下報考外務省的獨立行政法人國際交流服務協會駐外館處派遣員，獲錄取後依其志願分發到日本駐寮歐大使館工作。
- 橫溝正彥

駐寮歐大使館特命全權大使。1957年出生，畢業於東京大學。曾擔任過日本駐印度大使，任滿後被派往寮歐王國負責開館工作。對於東南亞相當熟悉。
- 小野田幸之

駐寮歐大使館公使。
- 新垣圭介

駐寮歐大使館一等秘書。身高182公分，畢業於早慶大學，曾在駐象牙海岸大使館服務，自稱「外務省的強尼·戴普」，但為人難以相處。
- 河野萬次郎

駐寮歐大使館一等秘書。身高182公分，曾在駐比利時大使館服務，個性嚴肅、仔細，很在乎小細節，是個鐵道迷。
- 神宮司誠

駐寮歐大使館防衛駐在官（武官）。畢業於防衛大學校，曾在航空自衛隊千歲基地服勤，軍階一等空尉（空軍上尉）。喜歡美食與旅行，個性開朗大膽。
- 井上重吉

駐寮歐大使館醫務官
- 布恩·沙卡林

駐寮歐大使館的當地職員。1992年出生，是館內最熟悉日語的寮歐人，喜歡看日本動漫，除了日語也會英語及法語。與同樣喜好日本動漫的青山是工作搭檔。
- 真鍋愛美

駐寮歐大使館的專門調查員，負責調查寮歐的天然資源。她畢業於早稻田大學，興趣是研究礦物及地理。個性冷漠、我行我素且獨立不依賴他人。同時是路痴及音痴，不喜歡參加有卡拉OK的聚會。

## 單行本
單行本由講談社出版，全七集：
1. 2011年08月23日初版、ISBN 978-4-06-352378-2
2. 2012年01月23日初版、ISBN 978-4-06-352398-0
3. 2012年04月23日初版、ISBN 978-4-06-352411-6
4. 2012年07月23日初版、ISBN 978-4-06-352428-4
5. 2012年11月22日初版、ISBN 978-4-06-352437-6
6. 2013年03月22日初版、ISBN 978-4-06-352453-6
7. 2013年05月23日初版、ISBN 978-4-06-352458-1

## 外部連結
- イブニング｜ジャポニカの歩き方｜作品紹介｜講談社コミックプラス （页面存档备份，存于）（日語）